# Hori Ier (grand prêtre de Ptah)
Pour les articles homonymes, voir Hori et Hori Ier.
Hori Ier, fils du prince Khâemouaset, lui-même fils cadet de Ramsès II, est grand prêtre de Ptah à la 65e/66e année du règne de Ramsès II succédant à Rahotep. Il continue son sacerdoce sous Mérenptah.

## Généalogie
Hori a un frère aîné nommé Ramessou qui est prêtre-sem de Ptah. Il a aussi une sœur nommée Iset-Nofret. Il est possible qu'Iset-Nofret épouse son oncle Mérenptah et dans ce cas, Hori est à la fois neveu et beau-frère du pharaon Mérenptah.
On lui connaît plusieurs enfants grâce notamment à deux monuments dédicacés par deux de ses principaux fils :
- Hori II qui devient vizir, d'abord de la Basse-Égypte, puis de la Haute-Égypte[8]. Hori II dédicace à son père une stèle qui a été retrouvée à Memphis[9]. Divisée en trois registres, cette stèle présente au premier registre une représentation d'Hori accompagné de son père Khâemouaset, tous deux qualifiés de juste de voix ce qui signifie qu'ils sont décédés au moment où la stèle a été commandée par son fils Hori II qui s'est fait représenter à leur suite avec une courte légende indiquant leur lien de filiation et son titre principal de vizir. Au second registre figurent cinq personnages qui sont dans l'ordre d'apparition son épouse, la chanteuse de la Dame du Sycomore, Teka, également qualifiée de juste de voix, leur fils Kama, prophète de Baal, ainsi que trois de leurs filles, Taimet, Mérytptah et Tabes. Le troisième registre est occupé par un texte proscymène pour Hori fils de Khâemouaset[10].
- Ourkherephemout, prêtre ouâb de Ptah et prêtre ritualiste, qui dédicace une statue naophore à son père Hori. Ourkherephémout dont le nom est basé sur le principal titre du grand prêtre de Ptah et qui signifie grand des chefs des artisans, ne précise pas sur cette statue le nom de sa mère. Cette statue est conservée au British Museum sous le numéro d'inventaire BM 845[11].

## Carrière
Les différents titres que possède Hori révèlent qu'il a essentiellement exercé des fonctions religieuses rattachées au clergé memphite à commencer par le grand temple de Ptah de Memphis. Il est probable qu'il soit entré au service du dieu des artisans très jeune, emboitant le pas de son illustre père qui réforma les institutions et les rites notamment ceux dédiés au dieu Apis. 
Il ne succède pas immédiatement au pontificat à la suite de son père mais reste au service du dieu et du nouveau grand prêtre nommé par Ramsès II, le vizir Rahotep. Ce dernier occupe cette charge de la 55e à la 65e année de règne de Ramsès. Pendant ces dix années Hori gravit les échelons du clergé memphite et accède à la grande prêtrise à la fin du règne de son grand-père. 
Parmi ces principaux titres qui traduisent le rôle premier qu'Hori remplissait dans les rituels quotidiens qui rythmaient la vie du sanctuaire memphite on citera notamment ceux de :
- Grand des chefs des artisans, titre principal du grand prêtre de Ptah ;
- Prêtre Sem, titre qui qualifie une fonction essentielle dans les rites religieux comme funéraires ;
- Père divin aimé du dieu, ce qui le place à la tête d'un collège de prêtres chargés du culte ordinaire du dieu Ptah  ;
- Maître de ses allées et venues dans Rosétaou, c'est-à-dire la grande nécropole qui de Saqqarah à Gizeh borne l'occident de Memphis ;
- Supérieur des secrets du temple de Ptah, autre titre qui qualifie sa position éminente dans la connaissance des rites et des pratiques cultuelles qui se déroulaient au plus profond du sanctuaire de la divinité, là où très peu d'élus pouvaient avoir accès en dehors de lui et de Pharaon.

Outre la stèle dédicacée par son fils Hori et la statue dédicacée par son autre fils Ourkherephémout, Hori est attesté par différents monuments :
- un bas relief le représentant en adoration devant Anubis, maître de Rosétaou. Derrière Hori apparaît un autre grand prêtre de Ptah nommé Pahemnetjer qui succède probablement à Hori au pontificat et lui dédicace ce monument[13] ;
- une stèle provenant de Memphis (BM 167) du scribe du harem royal nommé Ptahemouia[14]
- des vestiges provenant de sa sépulture à Saqqarah.

## Sépulture
Bien qu'on ait perdu la trace du tombeau d'Hori, un certain nombre d'éléments en provenant sont conservés dans différentes grandes collections égyptologiques du monde. Leur provenance memphite atteste que le tombeau du grand prêtre était certainement situé dans la nécropole du Nouvel Empire de Saqqarah.
Un pilier en provenant figure Hori sur ses quatre faces paré de ses habits de grands prêtre. Sur la face principale et l'arrière du pilier le grand prêtre fait l'acte de soulever l'auguste pilier Djed, cérémonie qui se déroulait dans le grand temple de Ptah et qui est fréquemment représentée dans les tombeaux du Nouvel Empire de Saqqarah. Sur les côtés, Hori est représenté  en adoration, les mains levées devant son visage. Il mentionne ses titres de « Noble », « directeur chargé des deux terres », « Prêtre Sem » et « Grand Prêtre », ainsi que le nom de son père, Khâemouaset. 
Ce pilier a été retrouvé réutilisé dans le monastère copte d'Apa Jeremias par James Edward Quibell au début du XXe siècle. Il ornait initialement un portique bordant la cour principale de la tombe-chapelle du grand prêtre. Il est conservé aujourd'hui au Musée du Caire sous le numéro d'inventaire JE 43271. 
Les restes du viatique funéraire d'Hori sont à ce jour dispersés dans plusieurs musées.
Son sarcophage est conservé au Musée égyptien de Berlin, tandis qu'un des vases canopes, dont le bouchon et l'inscription indique qu'il était sous la protection du dieu Douamoutef et un ouchebti du grand prêtre sont exposés au Musée Curtius de Liège,.